# Districte de West Khasi Hills
El districte de West Khasi Hills és una divisió administrativa de Meghalaya, Índia, al centre sud-de l'estat amb frontera amb Bangladesh pel sud, i limitant al nord amb el [districte de Kamrup] (Assam), al nord-est amb el districte de Ri Bhoi, a l'est amb el districte d'East Khasi Hills, i a l'oest pel districte d'East Garo Hills i el districte de South Garo Hills. La capital és Nongstoin.
La superfície és de 5.247 km² i la població al cens del 2001 de 294.115 habitants.
El districte està format pels antics estats de Nongstoin, Nongkhlaw (capital Mairang), Maharam (capital Mawkyrwat), Myriaw (capital Nongkasen), Rambrai, Mawiang (capital Nongshillong), Langrin (capital Phlangdiloin) Nobosophoh (capital Rangblang), Jyrngam (capital Tynghor), Riangsih (capital Myndo) i Nonglang (capital Landongdai), governats per siems excepte els tres darrers que ho foren per sardars. Es parlen al districte 23 dialectes principalment del khasi (llengua) que és la llengua franca.
El districte de West Khasi Hills fou creat per divisió del districte de Khasi Hills el 28 d'octubre de 1976. Després de la partició del districte d'East Khasi Hills el 1992, va quedar com el districte més gran de l'estat.
El 10 de novembre de 1976 es va crear la subdivisió de Mairang i van quedar les dues de Mairang i Nongstoin Sadar. El 26 de juny de 1982 es va crear una tercera subdivisió: Mawkyrwat. El 9 de febrer de 1996 es va formar la darrera subdivisió: Mawshynrut.
Administrativament està dividida també en sis blocs de desenvolupament (blocks): 
- Nongstoin
- Mairang
- Mawkyrwat
- Mawshynrut
- Ranikor
- Mawthadraishan (creat el 20 de març de 2001)

El subsistema muntanyós principal del districte és la serra de Mawthadraishan que va d'est a oest i té una altura de 1923 metres. Altres muntanyes destacades són la Manai (1807 metres) i la Kyllang Rock (1774 metres). Els rius 
principals són el Kynshi i el Khri, amb diversos afluents; altres rius són el Umngi, Wahblei, Rilang, Riangdo, Tyrsung, Ryndi, Rwiang, Umit Synthi i Btit.